# Cofidis (wielerploeg)/2014
Deze pagina geeft een overzicht van de Cofidis-wielerploeg in 2014.

## Algemeen
Algemeen manager: Yvon Sanquer
Ploegleiders: Alain Deloeuil, Didier Rous, Stéphane Augé, Jean-Luc Jonrond
Fietsmerk: LOOK
Kopman: Daniel Navarro

## Renners
| Naam                       | Geboortedatum | Nationaliteit | Ploeg 2013  |
| -------------------------- | ------------- | ------------- | ----------- |
| Yoann Bagot                | 06-09-1987    | Frankrijk     |             |
| Jérémy Bescond             | 27-02-1991    | Frankrijk     |             |
| Edwig Cammaerts            | 17-07-1987    | België        |             |
| Jérôme Coppel              | 6-08-1986     | Frankrijk     |             |
| Nicolas Edet               | 02-12-1987    | Frankrijk     |             |
| Julien Fouchard            | 20-08-1986    | Frankrijk     |             |
| Egoitz García              | 31-03-1986    | Spanje        |             |
| Romain Hardy               | 24-08-1988    | Frankrijk     |             |
| Gert Jõeäär                | 09-07-1987    | Estland       |             |
| Christophe Laporte         | 11-12-1992    | Frankrijk     | Neo         |
| Christophe Le Mével        | 11-09-1980    | Frankrijk     |             |
| Romain Lemarchand          | 26-07-1987    | Frankrijk     |             |
| Cyril Lemoine              | 03-03-1983    | Frankrijk     | Sojasun     |
| Guillaume Levarlet         | 25-07-1985    | Frankrijk     |             |
| Luis Ángel Maté            | 23-03-1984    | Spanje        |             |
| Rudy Molard                | 17-09-1989    | Frankrijk     |             |
| Daniel Navarro             | 18-07-1983    | Spanje        |             |
| Adrien Petit               | 26-09-1990    | Frankrijk     |             |
| Stéphane Poulhies          | 26-06-1985    | Frankrijk     |             |
| Florian Sénéchal           | 10-07-1993    | Frankrijk     | Etixx-Ihned |
| Julien Simon               | 04-10-1985    | Frankrijk     | Sojasun     |
| Rein Taaramäe              | 24-04-1987    | Estland       |             |
| Clément Venturini          | 16-10-1993    | Frankrijk     | Neo         |
| Louis Verhelst             | 28-08-1990    | België        | Etixx-Ihned |
| Romain Zingle              | 24-01-1987    | België        |             |
| Stagiairs                  |               |               |             |
| Loïc Chetout (vanaf 1-8)   | 23-09-1992    | Frankrijk     |             |
| Dylan Kowalski (vanaf 1-8) | 26-01-1994    | Frankrijk     |             |
| Anthony Turgis (vanaf 1-8) | 16-05-1994    | Frankrijk     |             |

## Overwinningen
Frans kampioenschap veldrijden, beloften
Winnaar: Clément Venturini
Driedaagse van West-Vlaanderen
Proloog: Gert Jõeäär
Eindklassement: Gert Jõeäär
Tro Bro Léon
Winnaar: Adrien Petit
Ronde van Turkije
3e etappe: Rein Taaramäe
Ploegenklassement
Ronde van Rhône-Alpes Isère
3e etappe: Nicolas Edet
4e etappe: Clément Venturini
Grote Prijs van Plumelec
Winnaar: Julien Simon
Ronde van Luxemburg
Jongerenklassement: Rudy Molard
Mannen: 1997 · 1998 · 1999 · 2000 · 2001 · 2002 · 2003 · 2004 · 2005 · 2006 · 2007 · 2008 · 2009 · 2010 · 2011 · 2012 · 2013 · 2014 · 2015 · 2016 · 2017 · 2018 · 2019 · 2020 · 2021 · 2022 · 2023 · 2024 · 2025
Vrouwen:2022 · 2023 · 2024 · 2025